# 国分インターチェンジ
国分インターチェンジ（こくぶインターチェンジ）は、鹿児島県霧島市国分下井にある東九州自動車道のインターチェンジ。

## 歴史
- 2000年（平成12年）3月4日：国分IC - 隼人東IC間開通に伴い、供用開始[1]。
- 2002年（平成14年）3月2日：末吉財部IC - 国分IC間開通[1]。

## 周辺
- 国分下井海水浴場

## 接続する道路
- 直接接続
  - 国道10号

- 間接接続
  - 国道220号

## 料金所

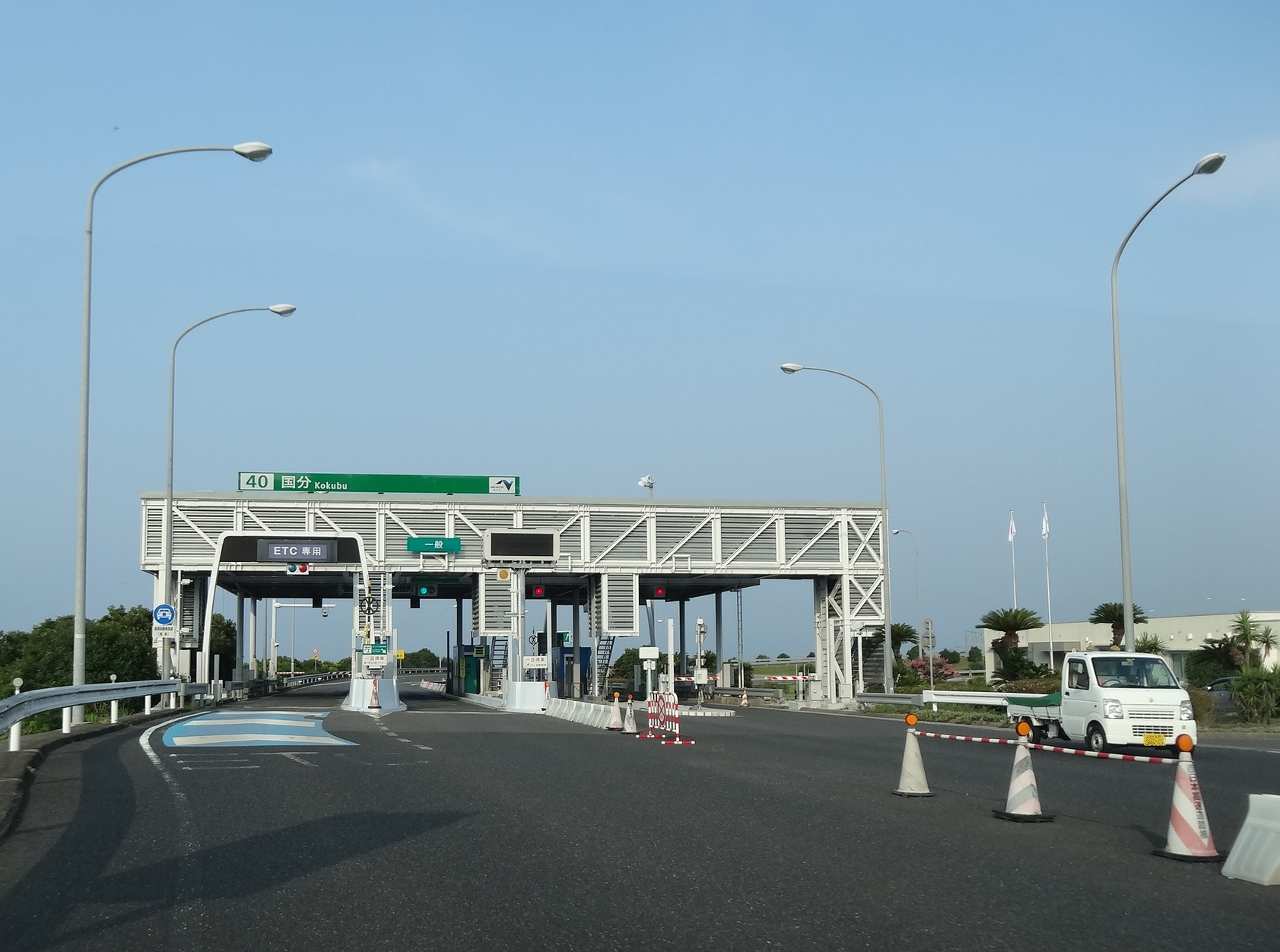
料金所（2013年）

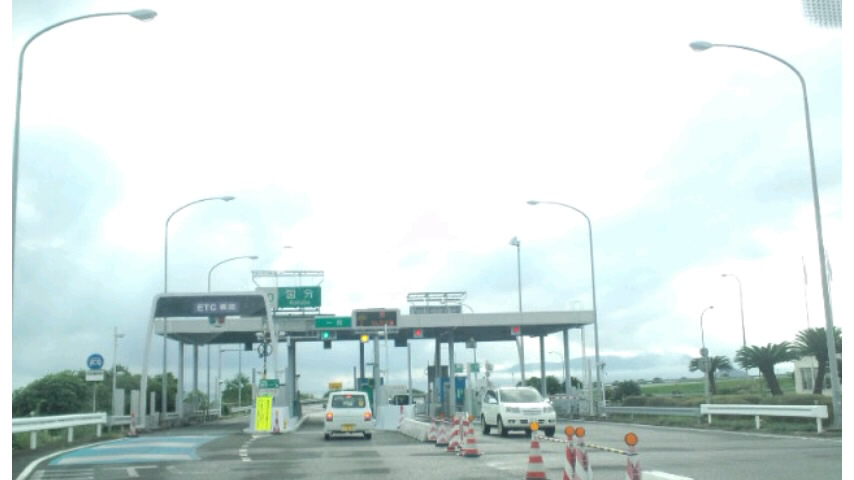
料金所（2010年）

- ブース数：4

### 入口
- ブース数：2
  - ETC専用：1
  - 一般：1

### 出口
- ブース数：2
  - ETC専用：1
  - 一般：1

## 隣
E78 東九州自動車道
(39) 末吉財部IC - 末吉財部TB - 国分PA - (40) 国分IC - (41) 隼人東IC